# コバルト ときめきwebラジオ
『Cobalt ときめきwebラジオ』（コバルト ときめきウェブラジオ）は、コバルト文庫公式サイトの中で2005年4月1日から配信されているWebラジオ。
パーソナリティーは声優の池澤春菜。

## 概要
作家にとっては裏話、ファンにとっては作家の声が聴ける場をといったコンセプトで、前番組『ときめきテレフォン』を大幅にリニューアル、配信時間も拡大して、放送がスタートされた。以前は、池澤春菜と三浦祥朗が交代制でパーソナリティーを務めていたが、現在は池澤が単独で務めている。なお、今野緒雪がゲストとして来る場合は池澤春菜がパーソナリティを担当した。
自己紹介・番組紹介ではじまり、フリートークや作品に関する裏話や視聴者からの質問や意見などのメールを読んだりする。また、番組の途中にそのときのゲスト作家の新作をよりわかりやすく伝えるため、池澤による朗読やドラマCDの一部が流されるコーナーがある。
当初、RealPlayer形式で前編後編に分け、56K・256Kの形式にて配信されていたが、現在はWindows Media Player形式での配信となっている。